# Kuchyně Amerického středozápadu

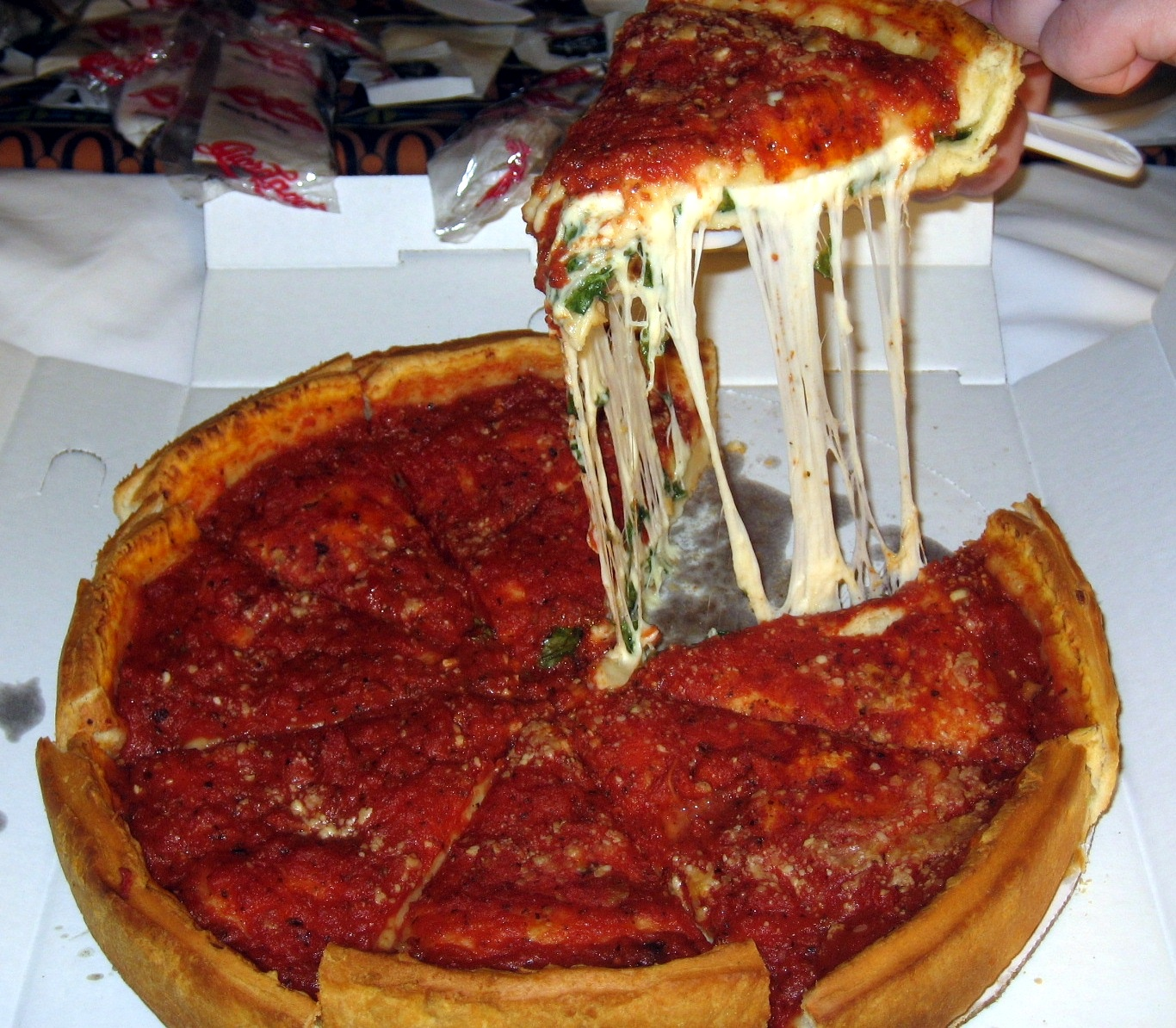
Chicagská pizza

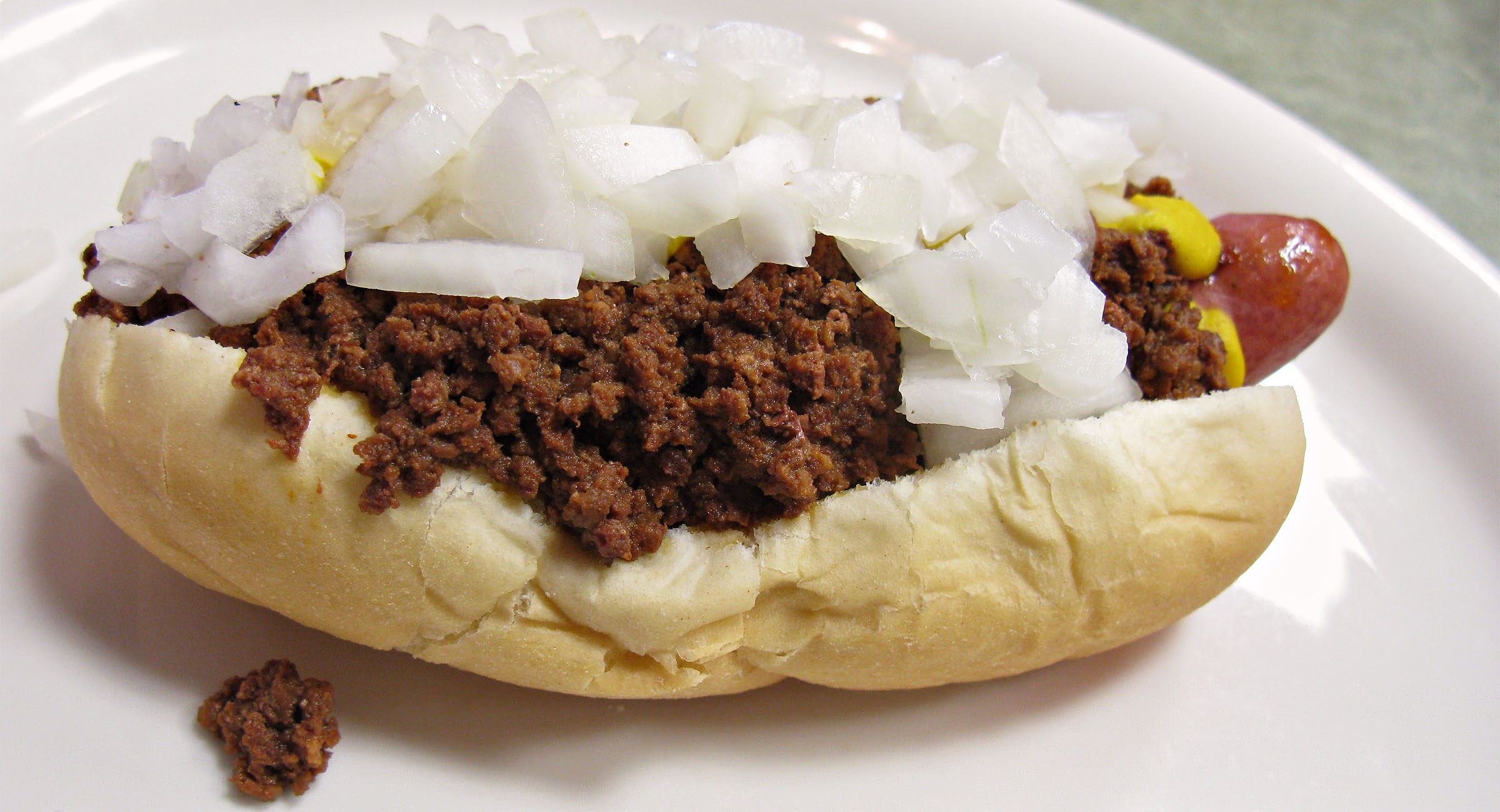
Coney island hot dog

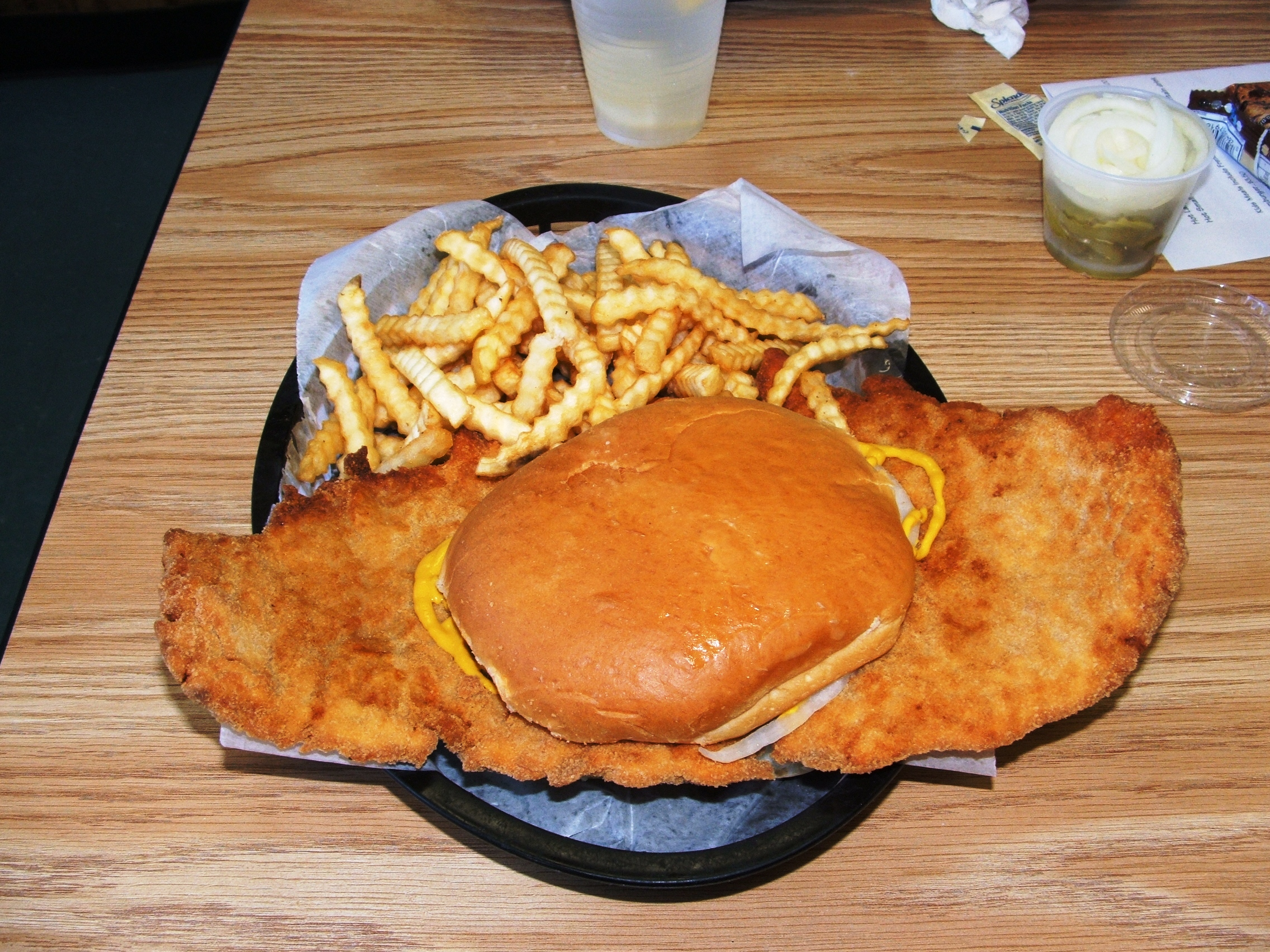
Pork tenderloin sandwich

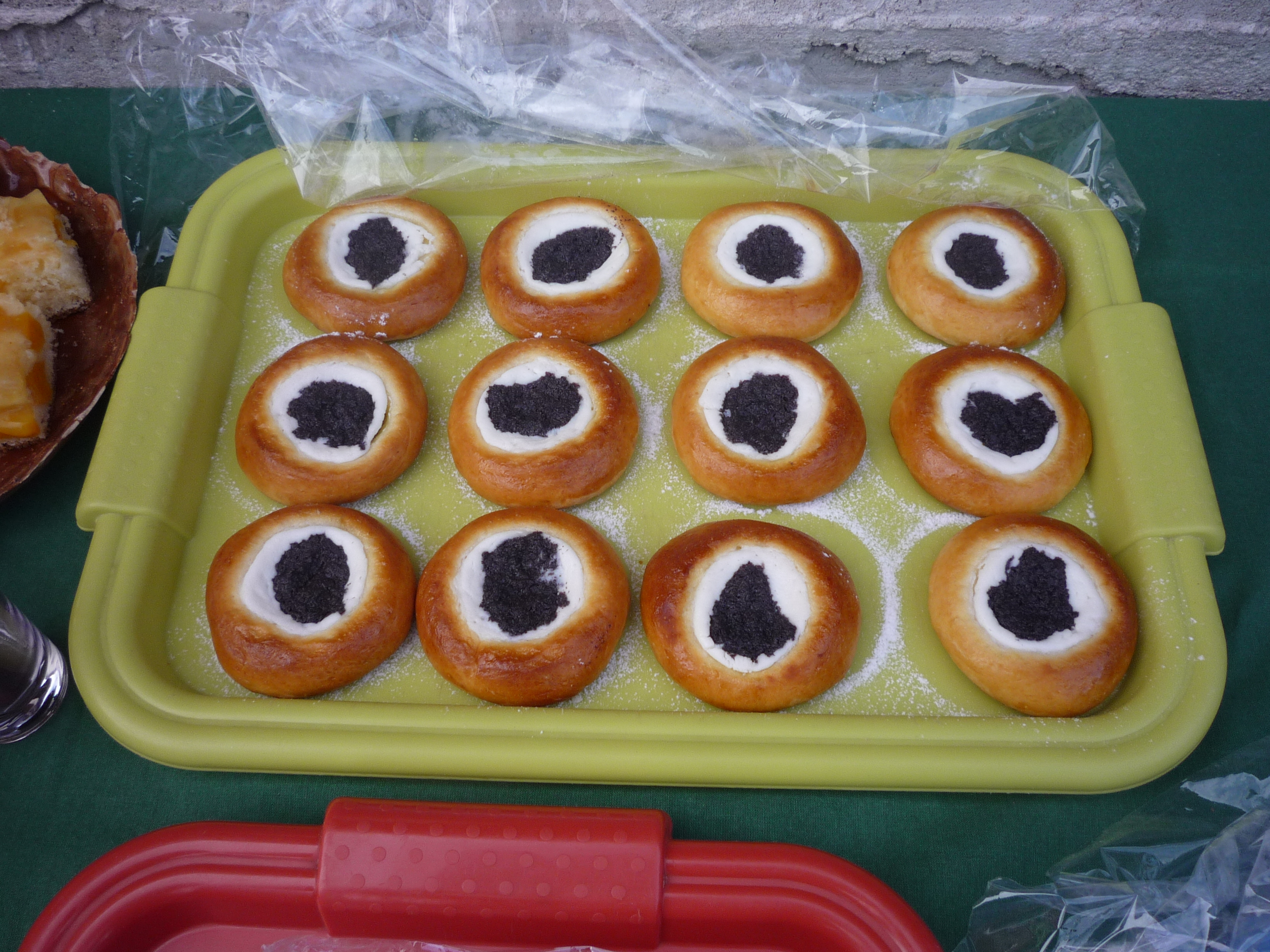
Koláče

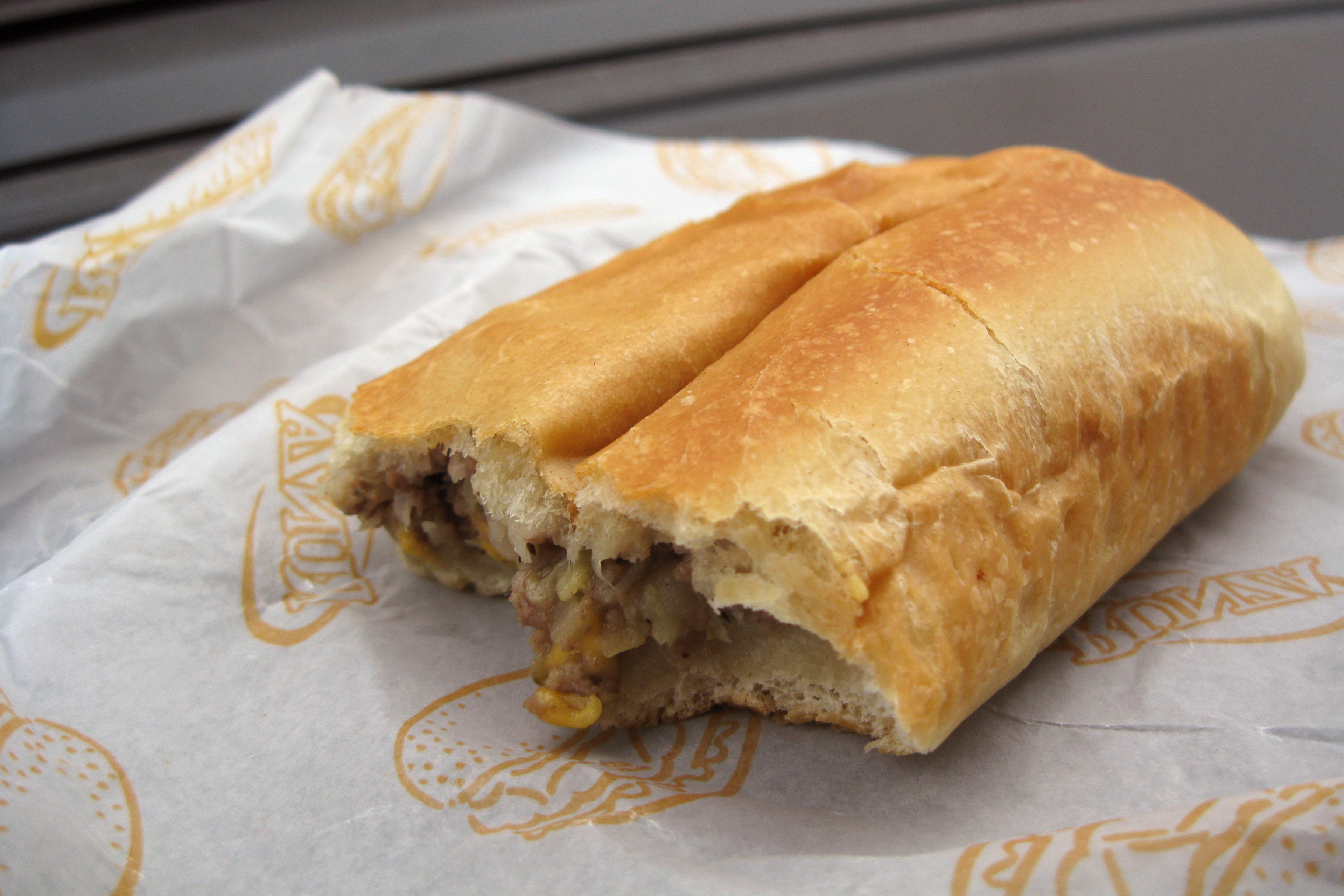
Runza

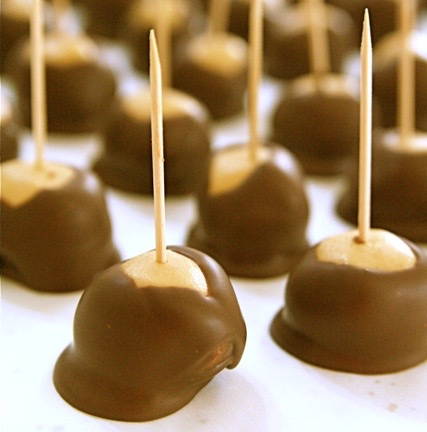
Buckeye candy

Kuchyně Amerického středozápadu (anglicky: Midwestern cuisine) je kuchyní typickou pro státy USA ležící na Středozápadě, tedy pro státy Illinois, Indiana, Iowa, Jižní Dakota, Kansas, Michigan, Minnesota, Missouri, Nebraska, Ohio, Severní Dakota a Wisconsin. Vychází především z různých evropských kuchyní, tedy z kuchyní imigrantů, kteří na Středozápad přišli, především pak z kuchyně německé. Patrné jsou ale i vlivy z kuchyní severských států (dánské, norské...), a to především v severní části amerického Středozápadu, ale i z kuchyně české (především v Nebrasce) nebo z kuchyně polské a maďarské (především ve východní části Středozápadu). Krom toho se lze setkat i s vlivy kuchyně místních indiánských kmenů, nebo i z mexické kuchyně (především na jihu Středozápadu). V každé části Středozápadu se kuchyně samozřejmě liší.
Středozápadu se někdy říká "obilnice Ameriky", protože oblast Velkých plání je centrem produkce obilnin v celém USA, pěstuje se především pšenice a kukuřice. Právě proto je Středozápad znám především po různé druhy pečiva, ale i moučníků. Mezi nejtypičtější středozápadní moučníky patří různé dorty (například čokoládový dort), různé moučníky z piškotového těsta, donuty, sušenky, koláče nebo různé druhy chleba, například soda bread, grahamový chléb nebo německý pumpernickel. Kromě pěstování obilí jsou pro Středozápad důležitá i ostatní odvětví zemědělství, například pěstování sóji, pěstování brambor nebo chov prasat (Iowa je centrem produkce vepřového masa v USA) nebo krav. I maso je pro středozápadní kuchyni velmi důležité, produkují se různé klobásy, párky, karbanátky, guláš nebo uzené maso.
Rozšířenou příchutí zmrzliny je na Středozápadě modrá zmrzlina blue moon.

## Regionální speciality
Regionální speciality typické pro různé části Středozápadu:
- Chicago se projevují vliv od italských, polských nebo řeckých imigrantů. Chicago je velmi známo svou pizzou, chicagská pizza je podobná spíše koláči, s vysokou vrstvou těsta, který je plněný sýrem a rajčatovou omáčkou. Hot dog na chicagský způsobem je podáván v bulce se zrníčky máku, a kromě párku je plněn i nakládanou zeleninou, a podává se s hořčicí. Mezi další populární chicagské pokrmy patří bagely, gyros, saganaki nebo krupnik.
- Cincinnati je známo svým chilli, jedná se o omáčku z mletého masa ochucenou řeckým kořením, podávané s těstovinami nebo s hot dogem. Goetta je další specialitou Cincinnati, jedná se o směs namletého masa a ovsa. Kromě toho je Cincinnati známo svou německou kuchyní, v Cinncinati se pořádá největší oktoberfest v USA, tzv. Oktoberfest Zinzinnati.
- Detroit je kromě různých polských a maďarských pokrmů známý pro pizzu a hot dogy na detroitský způsob. Pizza na detroitský způsob je podobná sicilské pizze, bývá obdélníkového tvaru, s vyšším těstem a s velkou vrstvou plátků klobásy. Coney Island hot dogs jsou hot dogy na detroitský způsob, které jsou kromě párku plněné i mletým hovězím, cibulí a hořčicí.
- St. Louis je známé svými americko-italskými specialitami, fritovanými raviolli a pizzou na saintlouský způsob, která má křupavou kůrku a je pokryta sýrem provel (sýr provel je typickým saintlouiským sýrem, který vzniká směsí rozehřátých sýrů čedar, ementál a provolone).
- Iowa je centrem produkce vepřového masa v USA. Mezi typické iowské pokrmy patří jablečný koláč, lutefisk, dánské koblihy æbleskiver, norské křupavé oplatky krumkake, nizozemské sušenky spekulatius nebo české koláče. Pork tenderloin sandwich je sendvič plněný řízkem.
- V Kansasu je velmi populární barbecue. Patrný je zde vliv latinskoamerické (mexické) kuchyně, mezi časté pokrmy patří chilli con carne nebo tacos al pastor. Dále se lze také setkat s koláči nebo s bierocky (chlebové těsto plněné masem, původem z kuchyně povolžských Němců).
- Michigan je velkým producentem ovoce, jako jsou třešně, jablka nebo borůvky. Ovoce se také používá v kuchyni mnohem častěji než ve zbytku USA, populární jsou různé ovocné omáčky a třešně nebo jablka se běžně přidávají do salátů. Populárnější jsou také ryby, například smažené rybí hranolky. Dále je Michigan znám produkcí piva, nebo již zmíněnými specialitami Detroitu, jako je coney Island hot dog nebo pizza.
- Kuchyně Minnesoty byla ovlivněna především severskými kuchyněmi. Příklad typického minnesotského pokrmu je například rýžový pudink nebo brusinková omáčka. Minneapolis je tradičně městem polských a německých specialit, ale velmi populární jsou zde kuchyně z celého světa, jako africká, afrokaribská, thajská nebo mexická.
- Kuchyně Missouri je podobná kuchyni Jižních amerických států. V horských oblastech je populární například smažené kuře nebo žabí stehýnka. Ve zbytku Missouri je například velmi populární barbecue a slanina.
- Kuchyně Nebrasky byla silně ovlivněna německou a českou kuchyní, běžně se lze setkat s českými pokrmy jako jsou koláče, knedlíky nebo pečená kachna. Nejvíce ikonickým nebraským pokrmem je runza, sendvič vycházející z kuchyně povolžských Němců, plněný masem, kysaným zelím a cibulí. Nebraska je také známá svou produkcí kukuřice a kukuřičná mouka je hojně využívána.
- Kuchyně Severní a Jižní Dakoty byla též ovlivněna německou a severskou kuchyní, ale i kuchyní Němců z Ruska (populární jsou například bierocky). Lze se setkat i s wojapi, ovocnou omáčkou indiánského kmene Lakota, často podávanou se smaženými plackami.
- Kuchyně Ohia je také blízká německé kuchyni. Mezi regionální speciality patří buckeye candy (dezert z arašídového másla na špejli, namočená v čokoládě, připomíná kaštan - státní strom Ohia), Barberton chicken (kuře na srbský způsob pvodem z města Barberton) nebo již zmiňované cinncinatské chilli.
- Wisconsin je známý svými mléčnými výrobky (především sýry), ale i zmrzlinou, například modrou zmrzlinou s příchutí Blue Moon. Dále je Wisconsin znám i rybami, pivovary nebo booyah (dušená směs zeleniny a masa, původně z belgické kuchyně).
- Indiana je známá rybím masem, smaženými sušenkami pork tenderloin sandwichem. Místní specialitou je koláč z cukru a smetany. Spolu s Nebraskou patří mezi státy USA s nejvyšší konzumací popcornu.[1][2]